# 浦安橋
浦安橋（うらやすばし）は、東京都江戸川区と千葉県浦安市を結ぶ道路橋。東京都道・千葉県道10号東京浦安線の一部。

## 概要
初代の橋は1940年（昭和15年）2月21日に架橋。その後、橋の老朽化と交通量の増大により、現在の浦安橋が1978年（昭和53年）に建設された。
橋中央には旧江戸川の中州である妙見島（江戸川区）への進入路が設けられ、東京方面・千葉方面共に行き来が可能である。東京側から浦安橋を直進すると千葉県道242号浦安停車場線で浦安駅の近くを通り、新浦安駅や浦安ベイエリアまでたどり着ける。
最寄りのバス停は「浦安橋」で、東京ベイシティバスの浦安橋停留所は橋の東詰、浦安市側にあり、都営バスの浦安橋停留所は橋の西詰、江戸川区側にある。かつては都営バスも浦安橋を渡って東葛飾郡浦安町（現：浦安市）に乗り入れていた。（都営バス江戸川営業所を参照）
なお、浦安橋が架橋される以前は「堀江の渡し」「浦安の渡し」があった。浦安・葛西間は渡し船でしか移動できなかった。東京・浦安間は蒸気船が運航していた。

## 隣の橋
- 旧江戸川

（上流）江戸川水閘門 - 今井橋 - 浦安橋 - 第一江戸川橋梁（東京メトロ東西線） - 舞浜大橋・首都高速湾岸線（下流）